# (6236) Mallard
Pour les articles homonymes, voir Mallard.
(6236) Mallard est un astéroïde de la ceinture principale.

## Description
(6236) Mallard est un astéroïde de la ceinture principale. Il fut découvert le 29 novembre 1988 à Oohira par l'observatoire de Nihondaira. Il présente une orbite caractérisée par un demi-grand axe de 3,14 UA, une excentricité de 0,18 et une inclinaison de 1,9° par rapport à l'écliptique.

## Compléments